# Greiz (district)
Districtul Greiz este un district rural (Landkreis) din landul Turingia, Germania. 